# Calle 14–Union Square (línea Broadway)
La Calle 14–Union Square  es una estación en la línea Broadway del Metro de Nueva York de la B del Brooklyn–Manhattan Transit Corporation. La estación se encuentra localizada en Midtown Manhattan, Manhattan entre la Calle 14 y la Avenida Park. La estación es servida en varios horarios por los trenes del Servicio , ,  y .